# Gravity Is My Enemy
Gravity Is My Enemy é um filme-documentário em curta-metragem estadunidense de 1977 dirigido e escrito por John C. Joseph. Venceu o Oscar de melhor documentário de curta-metragem na edição de 1978.